# Marussia MR01
La Marussia MR01 è una vettura di Formula 1 costruita dalla scuderia Marussia F1 Team, per partecipare al Campionato del Mondo 2012. Essa rappresenta la prima vettura per questo team, dopo il passaggio di proprietà alla casa automobilistica russa Marussia Motors, avvenuto nel 2011. I piloti sono il tedesco Timo Glock e il francese Charles Pic, al debutto in F1.
Il debutto è avvenuto sul Circuito di Silverstone il 5 marzo.

## Livrea e sponsor
La vettura ha una livrea nera con un'ampia fascia rossa.
Lo sponsor principale, da quest'anno, è la Marussia Motors, che tra l'altro dà il nome al team.

## Sviluppo
A differenza della VR-01 e della MVR-02, le prime due monoposto costruite dalla scuderia, col vecchio nome, la MR01 non è stata interamente disegnata col sistema CFD. Nel fine settimana del Gran Premio di Gran Bretagna 2011 venne annunciata la firma di un patto di partenariato tecnologico tra la Virgin e la McLaren. La Virgin avrebbe avuto accesso al banco prova della McLaren al simulatore e alla sua galleria del vento. I tecnici della McLaren sarebbero stati inseriti nella struttura tecnica della Virgin.
Tale accordo è rimasto in vigore con il cambio di denominazione. Il 29 settembre 2011 la scuderia dispose di un modello in scala ridotta 6/10 per delle prove nella galleria del vento della McLaren. La vettura non dispone di KERS. Come la McLaren MP4-27 la monoposto non presenta lo scalino sul musetto. La vettura è equipaggiata con motore Cosworth.

### Piloti
| Piloti ufficiali       | Piloti ufficiali | Piloti ufficiali |
| Nazione                | Nome             | Numero           |
| ---------------------- | ---------------- | ---------------- |
| Germania (bandiera)    | Timo Glock       | 24               |
| Francia (bandiera)     | Charles Pic      | 25               |
| Collaudatori           |                  |                  |
| Nazione                | Nome             | Nome             |
| Spagna (bandiera)      | María de Villota | María de Villota |
| Regno Unito (bandiera) | Max Chilton      | Max Chilton      |

Nel team russo viene indicata come test driver la spagnola María de Villota. Figlia d'arte, suo padre Emilio de Villota ebbe qualche presenza in Formula 1 tra il 1976 e il 1983, è la prima donna pilota in Formula 1 dai tempi di Giovanna Amati, che tentò di qualificarsi in tre gran premi con la Brabham-Judd nel 1992.
Dal Gran Premio del Giappone il pilota britannico Max Chilton è nominato pilota di riserva alla Marussia. Chilton ha chiuso al quarto posto nella GP2 Series.

## Stagione 2012

### Test
A causa del ritardo nel passare i crash-test obbligatori la vettura non partecipò a nessuno dei test previsti prima della stagione.

### Campionato
La vettura si rivelò ben presto poco competitiva, contendendo alla HRT le ultime due file dello schieramento. Nelle qualifiche del Gran Premio d'Inghilterra, il francese Charles Pic non riuscì neppure a segnare un tempo sotto il 107%, ma fu comunque ammesso alla gara. Nel Gran Premio di Singapore, tuttavia, Glock tagliò il traguardo in dodicesima posizione, sfruttando lo svolgimento piuttosto rocambolesco della gara e conquistando il miglior risultato nella storia della scuderia, che poté così sopravanzare la Caterham nella classifica costruttori.
Nelle gare successive i piloti non ottennero risultati degni di nota, a eccezione di un quattordicesimo posto di Glock nel Gran Premio di Abu Dhabi. Ciononostante la Marussia rimase davanti alla Caterham nel campionato costruttori fino all'ultima gara della stagione, il rocambolesco Gran Premio del Brasile, caratterizzato da diversi scrosci d'acqua che rimescolarono l'ordine del gruppo. Nelle fasi iniziali di gara Glock occupò anche le posizioni di vertice, arrivando fino al settimo posto; la gara del pilota tedesco fu, però, compromessa da un tamponamento di Jean-Éric Vergne. Pic lottò a lungo con Vitalij Petrov, ma a poche tornate dalla conclusione il russo ebbe la meglio, consegnando alla Caterham un undicesimo posto sufficiente a sopravanzare la Marussia in classifica. La scuderia russa chiuse quindi in undicesima posizione, con 0 punti.

## Risultati F1
| Anno | Team             | Motore           | Gomme | Piloti  |    |    |    |     |     |     |     |    |    |    |    |    |    |    |     |    |    |     |    |    | Punti | Pos. |
| ---- | ---------------- | ---------------- | ----- | ------- | -- | -- | -- | --- | --- | --- | --- | -- | -- | -- | -- | -- | -- | -- | --- | -- | -- | --- | -- | -- | ----- | ---- |
| 2012 | Marussia F1 Team | Cosworth CA 2012 | P     | Glock   | 14 | 17 | 19 | 19  | 18  | 14  | Rit | SP | 18 | 22 | 21 | 15 | 17 | 12 | 16  | 18 | 20 | 14  | 19 | 16 | 0     | 11º  |
| 2012 | Marussia F1 Team | Cosworth CA 2012 | P     | Pic     | 15 | 20 | 20 | Rit | Rit | Rit | 20  | 15 | 19 | 20 | 20 | 16 | 16 | 16 | Rit | 19 | 19 | Rit | 20 | 12 | 0     | 11º  |
| 2012 | Marussia F1 Team | Cosworth CA 2012 | P     | Chilton |    |    |    |     |     |     |     |    |    |    |    |    |    |    |     |    |    | SP  |    |    | 0     | 11º  |

| Legenda | 1º posto     | 2º posto | 3º posto    | A punti         | Senza punti/Non class.  | Grassetto – Pole position Corsivo – Giro più veloce |
| Legenda | Squalificato | Ritirato | Non partito | Non qualificato | Solo prove/Terzo pilota | Grassetto – Pole position Corsivo – Giro più veloce |